# Vianna da Motta International Music Competition
Le concours Vianna da Motta International Music Competition a été créé en 1957 à Lisbonne en l'honneur de José Vianna da Motta par son élève Sequeira Costa, qui reste depuis président. Le concours, qui fait partie de la Fédération mondiale des concours internationaux de musique, s'est tenu régulièrement depuis 1964. Depuis les années 2000, aucun premier prix n'a été attribué.

## Palmarès
Bien que le concours s'adresse principalement aux pianistes, deux concours de violon ont eu lieu. En 1973 Ida Kavafian et Gerardo Ribeiro ont partagé le 1er prix. En 1991, le prix n'a pas été attribué ; Graf Mourja et Rachel Varga ont obtenu, respectivement, le 2e et 3e prix.
| Année |                                      |                                   |                                       |                                |
| 1957  | 1er prix                             | 2e prix                           | 3e prix (Ex aequo)                    |                                |
| ----- | ------------------------------------ | --------------------------------- | ------------------------------------- | ------------------------------ |
|       | Union soviétique Naum Starkmann      | Union soviétique Gleb Axelrod     | Pologne Milosz Magin                  |                                |
|       |                                      |                                   |                                       |                                |
|       |                                      |                                   |                                       |                                |
| 1964  | 1er prix (Ex aequo)                  | 2e prix                           | 3e prix                               |                                |
|       | Brésil Nelson Freire                 | Portugal Sérgio Varela Cid        | Union soviétique Igor Khudoley        |                                |
|       | Union soviétique Vladimir Krainev    |                                   |                                       |                                |
| 1966  | 1er prix                             | 2e prix (Ex aequo)                | 3e prix                               |                                |
|       | Non attribué                         | Espagne Albert Atenelle           | Cuba Cecilio Tieles                   |                                |
|       |                                      | États-Unis John Owens             |                                       |                                |
| 1968  | 1er prix (Ex aequo)                  | 2e prix                           | 3e prix                               |                                |
|       | Union soviétique Farhad Badalbeyli   | Non attribué                      | France Georges Pludermacher           |                                |
|       | Union soviétique Viktoria Postnikova |                                   |                                       |                                |
| 1971  | 1er prix                             | 2e prix                           | 3e prix                               |                                |
|       | Non attribué                         | Allemagne Roland Keller           | États-Unis Emanuel Ax                 |                                |
| 1975  | 1er prix (Ex aequo)                  | 2e prix                           | 3e prix                               |                                |
|       | Union soviétique Teofils Bi˙is       | Non attribué                      | Union soviétique Rusudan Khuntsaria   |                                |
|       | États-Unis William de Van            |                                   |                                       |                                |
| 1979  | 1er prix                             | 2e prix                           | 3e prix                               |                                |
|       | Union soviétique Arutyun Papazyan    | Union soviétique Vagui Papian     | Allemagne de l'Est Andreas Pistorious |                                |
| 1983  | 1er prix                             | 2e prix (Ex aequo)                | 3e prix                               |                                |
|       | Non attribué                         | France Florent Boffard            | Allemagne de l'Est Suzanne Grützmann  |                                |
|       |                                      | Portugal Pedro Burmester          |                                       |                                |
| 1987  | 1er prix                             | 2e prix                           | 3e prix                               |                                |
|       | Portugal Artur Pizarro               | Union soviétique Elisso Bolkvadze | Australie Ian Munro                   |                                |
| 1991  | 1er prix                             | 2e prix                           | 3e prix                               |                                |
|       | Non attribué                         | Russie Allemagne Igor Kamenz      | Non attribué                          |                                |
| 1997  | 1er prix                             | 2e prix                           | 3e prix (Ex aequo)                    |                                |
|       | Hong Kong Tao Chang                  | Portugal Jill Lawson              | Suède Maria Rostotsky                 |                                |
|       |                                      |                                   | Allemagne Christian Seibert           |                                |
| 1999  | 1er prix                             | 2e prix                           | 3e prix                               |                                |
|       | Kazakhstan Amir Tebenikhin           | Canada Richard Raymond            | Russie Pyotr Dmitriev                 |                                |
| 2001  | 1er prix                             | 2e prix                           | 3e prix                               | 4e prix                        |
|       | Non attribué                         | Japon Nami Ejiri                  | Espagne Javier Perianes               | Roumanie Ferenc Vizi           |
|       |                                      |                                   |                                       | 5e prix                        |
|       |                                      |                                   |                                       | Lituanie Arta Arnicane         |
|       |                                      |                                   |                                       | 6e prix                        |
|       |                                      |                                   |                                       | Russie Aleksey Chernov         |
|       |                                      |                                   |                                       | 7e prix                        |
|       |                                      |                                   |                                       | Russie Israël Albert Mamriev   |
| 2004  | 1er prix                             | 2e prix                           | 3e prix                               | 4e prix                        |
|       | Non attribué                         | Russie Eleonora Karpukhova        | Ukraine Olga Monakh                   | Géorgie Ketevan Sepashvili     |
|       |                                      |                                   |                                       | 5e prix                        |
|       |                                      |                                   |                                       | Russie Maria Massytcheva       |
|       |                                      |                                   |                                       | 6e prix                        |
|       |                                      |                                   |                                       | Chine Bei-Lin Han              |
|       |                                      |                                   |                                       | 7e prix                        |
|       |                                      |                                   |                                       | France Tristan Pfaff           |
| 2007  | 1er prix                             | 2e prix (Ex aequo)                | 3e prix                               | 4e prix                        |
|       | Non attribué                         | Ukraine Dmytro Onyschenko         | Non attribué                          | Arménie Lilit Grigoryan        |
|       |                                      | Corée du Sud Yung Wook Yoo        |                                       | 5e prix (Ex aequo)             |
|       |                                      |                                   |                                       | Pologne Szczepan Kończal       |
|       |                                      |                                   |                                       | Ukraine Israël Inesa Synkevich |
|       |                                      |                                   |                                       | 6e prix                        |
|       |                                      |                                   |                                       | Allemagne Andreas König        |